# Bakhti Belaïb
Bakhti Belaïb (en arabe : بختي بلعايب), né le 22 août 1953 à Theniet El Had en Algérie française et mort le 26 janvier 2017 à Paris, est un homme politique algérien, ministre du Commerce à deux reprises.

## Biographie
Bakhti Belaib était marié et père de trois enfants. En 1977, il est diplômé  de l'Institut national de commerce. Il devint membre du Rassemblement national démocratique (RND).

## Portefeuille ministériel
Il est ministre du Commerce  de septembre 1996 à décembre 1999. Il est à nouveau nommé à cette fonction en juillet 2015.